# Elasmus stellatus
Elasmus stellatus är en stekelart som beskrevs av Girault 1913. Elasmus stellatus ingår i släktet Elasmus och familjen finglanssteklar. Inga underarter finns listade i Catalogue of Life.